# Patria (sello discográfico)
Patria fue un sello discográfico uruguayo cuya actividad se extendió desde 1969 hasta mediados de la década de 1970.

## Historia
El sello fue fundado por Juan Carlos Lazzarino a finales de la década de 1960 con el objetivo de difundir la música, los autores e intérpretes uruguayos. Llegó a editar más de 40 álbumes en formato "single”, "doble" y "long play", totalizando más de cien autores, ciento cincuenta intérpretes y casi trescientas creaciones.
Los hechos políticos de la época, no ayudaban a los artistas e intérpretes uruguayos que se veían sometidos a represión y censura de la dictadura del momento, por lo cual todo ese trabajo era a impulsos personales. Para proyectar y promocionar su sello y los artistas uruguayos, Lazzarino comenzó a emitir un programa radial a través de Radio Fénix llamado "Pentagrama Oriental".

## Álbumes
| Artista                                                                                          | Contenido | Año  | Serie          |
| ------------------------------------------------------------------------------------------------ | --- | ---- | -------------- |
| Donato Racciatti y su orquesta típica                                                            | Aramé / La adivina // Fuego en las manos / Amor y cumpleaños                                                      |      | E.M.A. 1 (EP)  |
| Donato Racciatti y su orquesta típica                                                            | Torito conquistador / Moreno y tamboril // Casa de Galicia / Que lindo es vivir la vida                           |      | E.M.A. 2 (EP)  |
| Donato Racciatti y su orquesta típica                                                            | Inspiraciones Orientales                                                                                          |      | E.M.A. 3 (LP)  |
| Los cosecheros                                                                                   | Cantan Los cosecheros                                                                                             |      | E.M.A. 4 (EP)  |
| Los mayorales                                                                                    | Cantan Los mayorales                                                                                              |      | E.M.A. 5 (EP)  |
| Donato Racciatti y su orquesta típica                                                            | Aquel Abril / Mundo feliz // Noche de amor en La Falda / Para un viejo amor                                       |      | E.M.A. 6 (EP)  |
| Vicente Varela con Mario Núñez y sus cuerdas de oro                                              | Así canta un oriental                                                                                             |      | E.M.A. 8 (EP)  |
| Conjunto Humoristas Musicales "Pissa Kaliente"                                                   | Esperanza Celeste / Las tres banderas                                                                             |      | E.M.A. 9 (S)   |
| Artistas varios                                                                                  | Cita de tango y folklore                                                                                          |      | E.M.A. 11 (LP) |
| Oscar Nieto / Gladys Ferreira / Roberto Zorrilla                                                 | Una voz oriental del folklore / Dos voces para el tango                                                           |      | E.M.A. 12 (EP) |
| Julio Arregui                                                                                    | Cuando canta el Uruguay                                                                                           | 1969 | E.M.A. 14 (EP) |
| Historia del Club A. Peñarol de 1891 a 1970 Narración y Goles                                    | Soy Aurinegro y Campeón                                                                                           |      | E.M.A. 15 (EP) |
| Orquesta típida Elido Rodríguez                                                                  | |      | E.M.A. 16      |
| Humoristas musicales Pissa Kaliente                                                              | Carnaval del recuerdo. Famosas canciones de antaño                                                                |      | E.M.A. 17      |
| Humoristas musicales Pissa Kaliente                                                              | Dedicado al "Central F. C." que es tradición del Fútbol Uruguayo Central (marcha) / Central de Palermo (candombe) |      | E.M.A. 18 (EP) |
| Los promeseros                                                                                   | El ángel tutelar                                                                                                  |      | E.M.A. 19 (EP) |
| Walter López                                                                                     | Canta desde el norte                                                                                              |      | E.M.A. 21 (EP) |
| Orquesta Típica "Garabito"                                                                       | Locura / Cantar, cantar // Tango de mi corazón                                                                    |      | E.M.A. 22 (EP) |
| Orlando Romanelli su sexteto típico y la voz de Washington Rodríguez                             | El brocal / Rumbiando pal'centro // Gotitas de llanto / Caminemos                                                 |      | E.M.A. 24 (EP) |
| Artistas varios                                                                                  | Cimarrón y campo. Una evocación de la "Patria Vieja"                                                              |      | E.M.A. 25 (LP) |
| Orlando Romanelli                                                                                | Su sexteto típico y la voz de Washington Rodríguez                                                                |      | E.M.A. 28 (EP) |
| Maria Cabral                                                                                     | Llega la voz de Maria Cabral                                                                                      |      | E.M.A. 29 (EP) |
| Donato Racciatti / Orlando Romanelli / Rogelio Coll (Garabito) / Elido Rodríguez / Julio Arregui | Orquestas uruguayas                                                                                               |      | E.M.A. 30 (LP) |
| Dientes de leche                                                                                 | Tu recuerdo, la luna y el mar                                                                                     |      | E.M.A. 31      |
| Artistas varios                                                                                  | Arco iris musical                                                                                                 |      | E.M.A. 33 (LP) |
| Orlando Romanelli                                                                                | La canción del amor / Dale salida                                                                                 |      | 35 (S)         |
| Los Copleros                                                                                     | Jovencita / Gaucho y patria // Pajarito gaucho / Linda vigüela oriental                                           |      | E.M.A. 37 (EP) |
| Alfonso Fogaza / Juan Bóveda                                                                     | Éxitos de Alfonso Fogaza / Éxitos de Juan Bóveda                                                                  |      | E.M.A. 38 (LP) |

- Datos: Q2876056